# حامد الضبعان
حامد صالح الضبعان الشمري (8 أغسطس 1973-)، منشد وممثل سعودي. لقبه جمهوره «منشد العرب». بدأ كممثل ثم اتجه إلى الإنشاد.

## حياته
حيث شارك في مسلسل (شقتكو) بجزئيه ومسلسل (صباح الليل) بأجزائه الثلاثة، ثم اتجه للإنشاد الديني وتميز به، كتب حامد الضبعان في موقع التواصل الاجتماعي (تويتر) أنه سيتوقف عن الإعلام لمدة ثلاث سنوات لكنه عاد وكتب انه سيتوقف لمدة سنة واحده فقط بعد اتصالات من جمهوره ومن اعيان المجتمع.

## أعماله الفنية

### ألبومات
- حورنيات 1
- مشاركة في ألبوم مخيم بارقة 2
- حورنيات 2
- المقناص 1
- شقردية
- حورنيات 3
- المقناص 2
- أطلال
- حورنيات 4
- سامريات
- المقناص 3
- حورنيات 5
- أوراق السنين 2011
- المقناص 4 2012
- جلـسـة 2012
- المقناص 5
- شيلات حامد الضبعان 2013
- حامد الضبعان 2014
- جلسة 2
- المقناص 6
- حورنيات 6
- المقناص 7 ، وهو آخر ألبوماته

### مسلسلات
- مشاركته مع عيد سعود وياسر حبيب في الجزئين الأول والثاني من بواري
- مسلسل شقتكو 1
- مسلسل شقتكو 2
- فيلم شرابيك
- مسلسل صباح الليل 1
- مسلسل صباح الليل 2
- مسلسل الخيمة بلازا
- مسلسل صباح الليل 3
- مسلسل مستوصف فنيطل
- مسلسل شباب البومب ٤
- مسلسل شباب البومب ٦
- مسلسل الإمام أحمد بن حنبل

### فيديو كليب مصور
- أنا على المقناص (عن ألبوم حورنيات 2)
- هواي البر (عن ألبوم المقناص 2)
- واطيري (عن ألبوم المقناص 3)
- العزوبية (عن مسلسل شقتكو 1)
- صدفة كتبها مع عيد سعود (عن فيلم شرابيك)
- انهار الرصيد (عن مسلسل صباح الليل 2)
- الدحة كتبها في ابنته عهد (عن ألبوم سامريات)
- عروس المجد عن الملك عبد الله
- سلام أنشدها في الأمير سلطان من كلمات أخيه زيد بمناسبة عودته من الخارج بخير
- دع الأيام وهي قصيدة كتبها الإمام الشافعي وأنتج الكليب قناة شدا الفضائية (عن ألبوم أوراق السنين)
- يا بلادي وأصلي عن السعودية
- سالم وغانم بمناسبة عودة خادم الحرمين للمملكة بصحة وعافية
- ويلي ويلي مع عيد سعود (عن مسلسل صباح الليل 3)
- ردية المقناص (عن ألبوم المقناص 4)
- يازينها (عن ألبوم المقناص 5)
- هلا بالشتاء

## تاريخه الانشادي
- أول منشد يفتح باب التعاون مع الفنانين فقد تعاون مع الفنان خالد عبد الرحمن والموسيقار ناصر الصالح والملحن صلاح الهملان والملحن خالد العليان والفنان جابر الكاسر والفنان عزازي والفنان خالد السلامة والفنان يوسف العلي.
- أول منشد يعيد الأغاني القديمة بدون موسيقى : (ياعلي) و(السيل)و(جلسة 2012 وفيه 11 أغنية تراثية)
- أول منشد يعيد الأغاني الوطنية بتوزيع بشري (يابلادي وأصلي) و(وطني الحبيب) و(بلادي بلادي).
- أول منشد يؤدي دويتو مع فنان في عمل وطني بعنوان (جنودك ياوطن) مع الفنان سامي الخليفة.
- تعاون مع رموز الشعر في الوطن العربي مثل : الأمير بدر بن عبد المحسن والأمير عبد العزيز آل سعود (السامر) و خلف بن هذال ونايف صقر وبندر الرشود
- أول منشد وفنان يتغنى فيه الشعراء بقصائدهم .. حيث كتب فيه شعرا شعراء كثير منهم :

الشاعر خالد الجبر :
ياسيد المسرح ومن يشبهك يالعذب الطروب .. مالوم انا الجمهور لو سموك منشد العرب
والشاعر عبد العزيز الشهيل :
حامد اليا جر صوته تطرب الحانة.. ياحي صوته وحي زود لا جره
والشاعر سعد الجميلي :
حامد رقى في هامة قلوبنا فوق ..حتى جمع له بالمحبة ملايين
وله أيضا:
صوت وادب جم وشعر جزل واخلاق .. جمعتها واطربت كل الجماهير
شف كيف ياحامد قطفت اثمن اوراق ..قبول مع زود المحبة وتقدير

## الشعراء يتغنون بالمنشد حامد الضبعان
في انجاز غير مسبوق في المجالين الغنائي والانشادي تغنى عدد من الشعراء بصوت منشد العرب حامد الضبعان واعماله :
الشاعر خالد الجبر :
تعزف لك اوتار المشاعر يابوصالح والقلوب * غرد ومعك احساسنا يرقص على اغصان الطرب
ياسيد المسرح ومن يشبهك يالعذب الطروب * مالوم انا الجمهور لو سموك منشد العرب
ياحامد الضبعان وانغامك على كل الدروب * صفحة مواهب كلها ابداعات وفنون وادب
كل الوطن فيك يتباهى من شماله للجنوب * رايتك دايم فوق واسمك في سما المجد انكتب
يامنشد (الغربة)و(جانا الوسم)و(الشمس) بغروب * و(ارفع ستار الليل )و(يابوحاتم)و(شرهة عتب )
الشاعر عبد العزيز الشهيل :
الله على الطاعة يمد بحياتك * ويزيد قدرك عند الاقصى والادنا
حامد صدى صوتك رسالة لذاتك * كم عانقت نبرات صوتك سعدنا
وله أيضا :
حامد اليا جر صوته تنعش الحانة * ياحي صوته وحيه زود لا جره
كنه سكنا وشرفنا بمسكانه ** وعانق احاسيسنافي صوته الدرة
الشاعر سعد الجميلي :
صوت وأدب جم وشعر جزل واخلاق * جمعتها واطربت كل الجماهير
شف كيف ياحامد قطفت أثمن اوراق * قبول مع زود المحبة وتقدير
وله أيضا :
مبروك ياجمهور الابداع والذوق * الليلة الإنجاز عدا الميادين
حامد رقى في هامة قلوبنا فوق * حتى جمع له بالمحبة ملايين
الشاعر بندر مزيد ال طواله :
ان كانها بالصوت ياللي تشيلون * ماغير حامد يطربن في نشيده
يجيب له بيتن ثقيلن وموزون * تخصصه شيل البيوت الفريدة
اليا سجع بالصوت والله ليبطون * أهل النشايد نبرته ماتجيده
الشاعر عادل المعيدي :
ياحامد الضبعان مسيت بالخير * بشر عساك بخير واحوالك تسر
منشد ولك تقدير عند الجماهير * الله يبعد عنكم الباس والشر
ولأحد الشعراء ؟ :
يامرحبا باللي له القاف عالي * شاعر ومنشد مختلف كنه الماس
ياحامد الضبعان أول وتالي * صوتك يهيض دمعة الشوق بالناس